# 보스턴 칼리지
보스턴 칼리지(영어: Boston College)는 미국 매사추세츠주 보스턴 시내에서 서쪽으로 6마일(9.7km) 떨어진 체스트넛힐에 위치한 사립 연구중심 종합 대학이다. 1863년 개교하였으며, 조지타운 대학교과 더불어 가톨릭 예수회가 설립한 미국 대학 중 하나이고, 《뉴스위크》가 선정한 25개의 뉴 아이비에 선정된 대학이기도 하다.
2017년 가을 학기를 기준으로 보스턴 칼리지의 재학생 수는 학부생 9,000여 명과 대학원생 5,000여 명을 합해 약 14,000명이며 학생 대 교수의 비율이 12:1이다. 대학의 이름은 학부의 리버럴 아츠 칼리지로서의 정체성과 전통성, 보스턴 근교의 사우드엔드(South End)에 있던 예비 학교(현재 보스턴 칼리지 고등학교)의 역사성을 모두 반영하고 있다. 보스턴 칼리지는 2017년 기준으로 20억 4천만 달러의 대학 기금을 보유하고 있으며, 입학지원자의 재정 지원 요청 여부에 구애받지 않고 학생을 선발하는(Need Blind 정책) 미국의 사립 대학 연합체인 568 그룹의 일원이다.
보스턴 칼리지는 《U.S. 뉴스 & 월드 리포트》의 2018년 미국 대학 순위에서 32위를 기록했으며 《포브스》의 평가에 의하면 2018년 미국 대학 순위에서 49위를 기록했다. 이와 더불어 보스턴 칼리지의 연구 수준은 카네기 재단(Carnegie Foundation for Advancement of Teaching)에 의해 R1: 고등연구기관(Highest Research Activity Institution)으로 분류되었다..
2012년에는 21명의 학생들이 풀브라이트 프로그램의 혜택을 받았으며, 미국의 연구기관 중 8위를 차지하였다..

## 역사

### 초기 역사

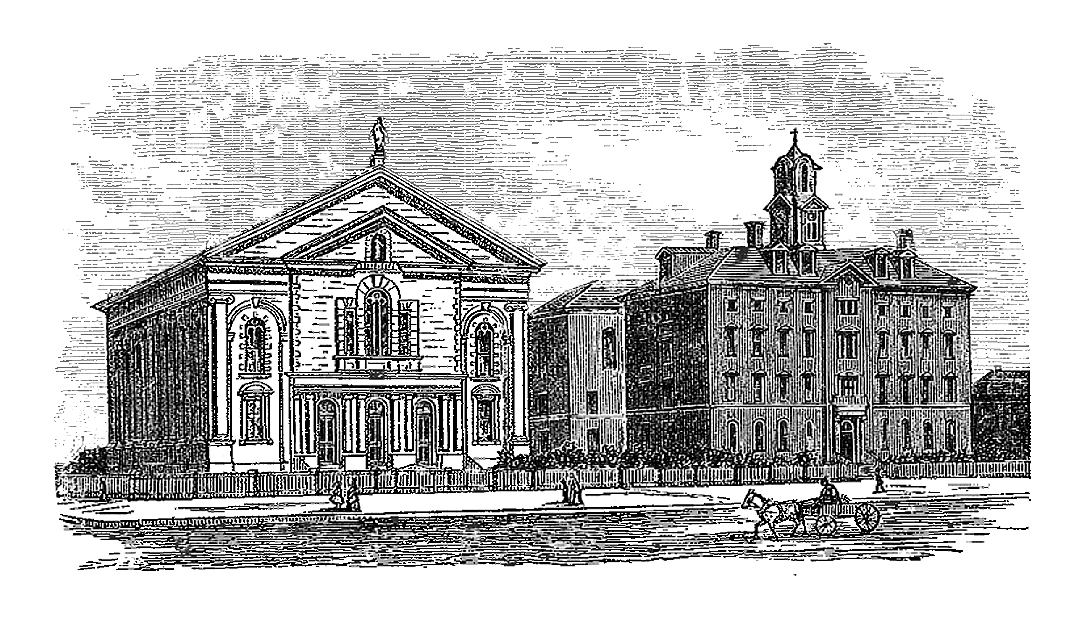
사우스엔드의 옛 보스턴 칼리지

1825년 메릴랜드주 출신의 로마 가톨릭교회 주교 베네딕트 조지프 펜윅이 보스턴 교구의 제2대 주교가 됐고, 갓 생긴 보스턴 교구에서 영적인 수요와 시민사회의 수요를 모두 만족할 새로운 세대의 지도자를 길러낼 대학을 세우는 목표를 처음으로 제시했다. 1827년에 베네딕트 조지프 펜윅은 대성당 지하에 학교를 열고 보스턴의 젊은이들을 대상으로 개인지도를 했다. 그러나 보스턴은 메릴랜드주의 예수회 활동 중심지로부터 멀리 떨어져 있었고 보스턴의 개신교 엘리트들의 의심을 사 어려움을 겪었고, 1843년 베네딕트 조지프 펜윅은 보스턴을 떠나 매사추세츠주 우스터에서 서쪽으로 72km 떨어진 곳에 홀리크로스 대학(College of the Holy Cross)을 세웠다. 한편 아일랜드 출신의 평수사 존 매켈로이는 보스턴에서 늘어나는 아일랜드 출신 가톨릭 이민자들을 고려한 보스턴의 대학 수요를 보고 대학 설립 목표를 이어나갔다. 1857년 존 매켈로이는 예수회의 동의를 받고 기금을 모아 매사추세츠주 보스턴 근교의 사우스엔드 해리슨 가(Harrison Avenue)에 보스턴 칼리지 부지를 샀다. 1859년 강의동과 교회의 두 건물로 이루어진 보스턴 칼리지는 문을 열고 첫 번째 학생들을 받았으나 1861년 미국 남북 전쟁이 일어나고 예수회 안에서 대학의 운영을 두고 마찰이 일어 문을 닫게 됐다. 반가톨릭 성향의 매사추세츠주 입법부로부터 인가를 받지 못한 것 또한 문제가 됐다.
대학 설립을 목표로 한 지 30년이 더 흐른 뒤인 1863년 3월 31일 매사추세츠 코먼웰스로부터 보스턴 칼리지 인가를 받았고, 매사추세츠주의 두 번째, 보스턴에서는 첫 번째 예수회 고등 교육 기관이 됐다. 스위스 프리부르 출신의 예수회 선교사 조안 밥스(Johannes Bapst)가 초대 총장에 올랐고 해리슨 가의 이전 대학 건물을 다시 쓰기 시작했다. 19세기 전반에 걸쳐 보스턴 칼리지는 고등학교와 대학에 해당하는 7년 교육을 제공했다.

### 체스트넛힐 이전

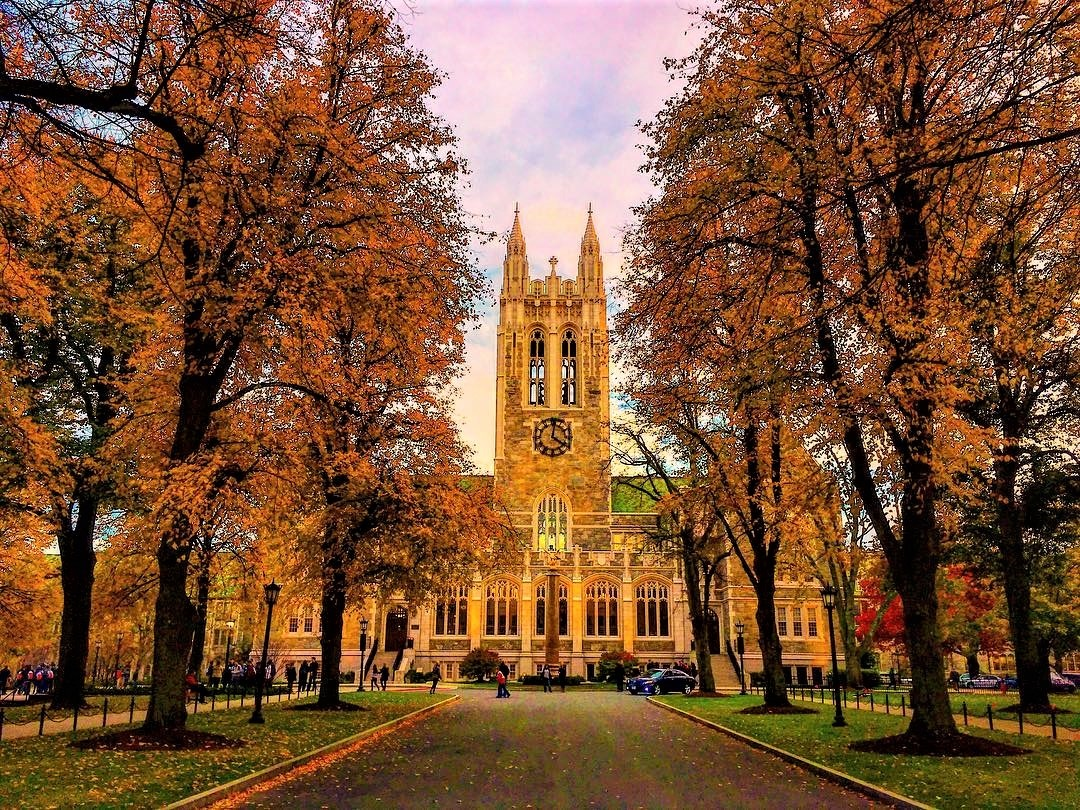
개슨 홀

20세기에 들어서 보스턴 칼리지의 학생 수는 500명에 달했다. 1907년 총장 토머스 개슨은 학교 부지가 좁아 확장하기에 부적합하다고 판단하고 존 윈스럽의 '언덕 위의 도시'라는 초기 보스턴의 미래상에 영감을 받아 체스트넛힐에 부지를 샀다. 1909년에 공사가 시작됐으나 1913년에 공사 비용이 재정을 초과했고, 초기 3년동안은 중심 건물인 개슬 홀(Gasson Hall) 한 채만 있었다.

## 캠퍼스
주 캠퍼스 구역은 매사추세츠주 체스트넛힐의 뉴턴 지역에 있으며 보스턴 칼리지의 교정의 중심이고 북아메리카의 초기 고딕 건축물로 이루어져 있다. 3개 지역에 나뉘어 있는 캠퍼스에는 약 1만 명을 수용할 수 있는 남녀 학생 공용 및 전용 기숙사, 아파트, 기혼학생용 숙소 등을 포함해 모두 332개 동의 건물이 있고, 또한 보스턴 칼리지의 밥스트 도서관(Bapst Library)은 미국의 가장 아름다운 도서관 1위로 2010년에 선정된 바 있다. 23개 부속도서관에 약 210만 권의 도서와 370만 점의 마이크로폼 자료 및 CD를 포함한 4만 5800여 점의 시청각자료, 2만 853여 종의 정기간행물이 비치돼 있다.

## 입학 현황
2021년 가을 학기에 합격한 신입생(Class of 2025)의 경우엔 39,847명의 지원자 중 19%가 합격했다. 합격자의 중간 50% SAT 성적은 1600점 기준 1460-1540점이며 ACT 성적은 36점 기준 33-35점이다. 보스턴 칼리지는 기본적으로 외국인 유학생들에게 재정 지원을 하지 않는다.

## 대학 구성·교육·연구

### 구성
보스턴 칼리지는 9개에 이르는 학부와 대학원에서 학사, 석사 및 박사 학위를 제공한다.

### 교육
보스턴 칼리지는 예수회의 교육 철학이 반영된 관계로 전통적인 자유인문 교육과 폭넓은 교양을 중요시하고 있다. 그래서 학부 학생들은 전공에 관계없이, 의무적으로 코어 커리큘럼(영문학, 역사, 자연과학, 수학, 철학, 사회학, 외국어 포함)이라는 리버럴 아츠 교육 과목들을 이수해야 한다. 특히 법과 대학은 미국 상위 15개 우수 법대 중의 하나로 꼽힌다.

## 체육
보스턴 칼리지의 스포츠 팀은 이글스(Eagles)라고 불리며, 상징색은 밤색과 금색이다. 학교 마스코트는 독수리 볼드윈이다. 이글스는 전미 대학 체육 협회 디비전 I(NCAA Division I)의 애틀랜틱코스트 컨퍼런스(Atlantic Coast Conference; ACC)에 속해 있으며 ACC의 모든 종목에 참여하고 있다. 남녀의 아이스하키 팀이 동부 하키 리그에서 경쟁하고 있다. 보스턴 칼리지의 남자 아이스하키 팀은 전국에서 가장 훌륭한 프로그램 중 하나로 인정 받으며 전국 우승 5회 기록을 보유하고 있다.

## 동문

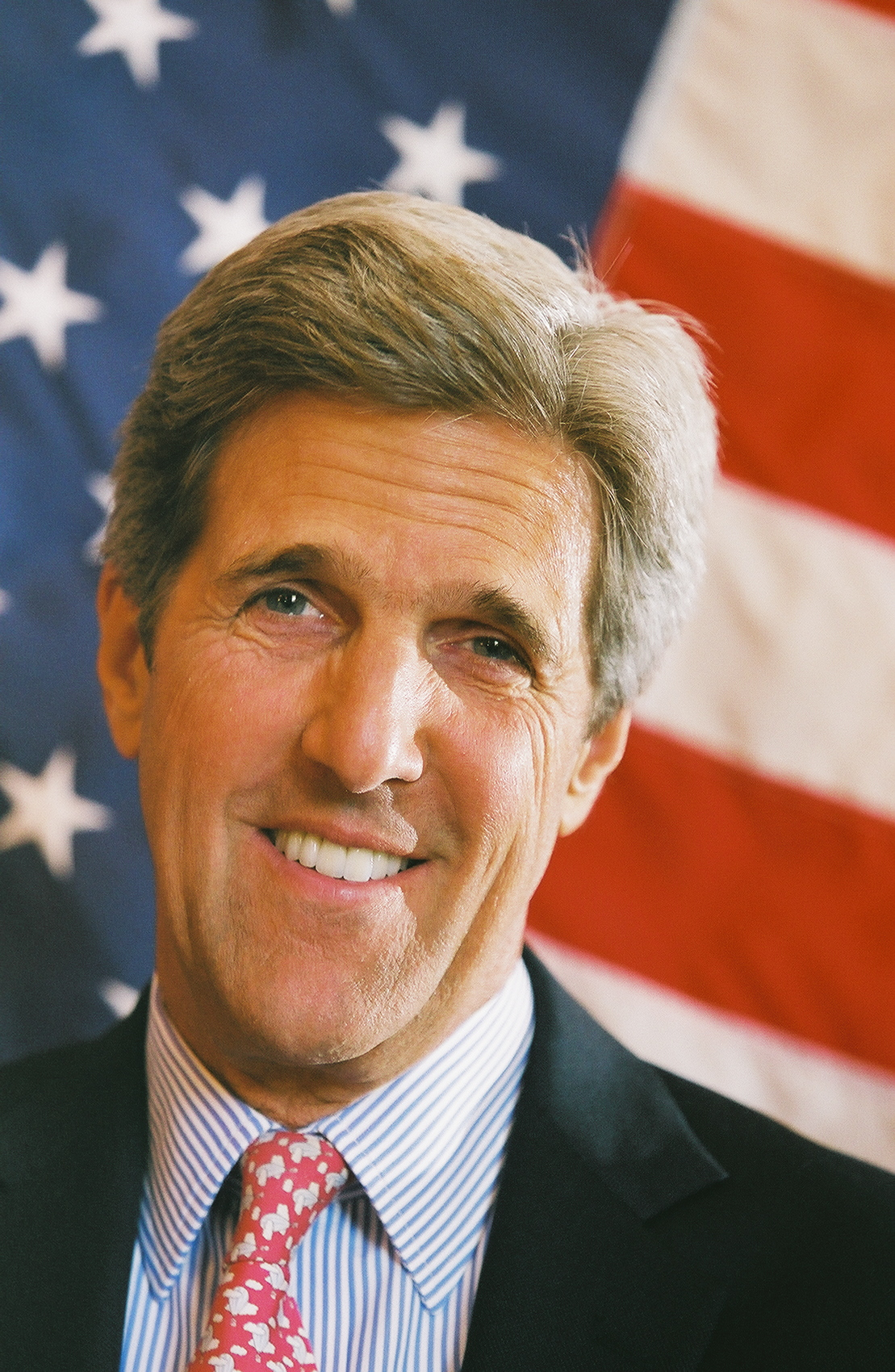
미국의 제68대 국무장관 존 케리

학생회, 연극, 학내 스포츠 경기대회에 학생들이 폭넓게 참여한다. 보스턴 칼리지의 유명한 졸업생으로는 미국 상원 의원으로서 활동한 민주당내 원로 정치인 존 케리(미국 버락 오바마 행정부 2기 국무장관), 폴 셀루치(Paul Cellucci) 전 매사추세츠주 주지사, 전 매사추세츠주 상원 의원 스캇 브라운(Scott Brown), 보스턴 시장 마티 월시(Marty Walsh), 텔레비전 MC 에드 맥마흔, 배우 크리스 오도널과 심야 코미디 프로 새터데이 나이트 라이브의 스타 에이미 폴러, 텔레비전 리포터 엘리자베스 헤슬벡(Elisabeth Hasselbeck), 스타 트렉의 우주인 스폭으로 유명한 배우 레너드 니모이 등이 있다. 2011년에는 매사추세츠주의 상원 의원 두 명 (존 케리, 스캇 브라운) 모두 보스턴 칼리지 법학 대학원 출신이었다. 그리고 미국의 월가 주식 전문가인 피터 린치도 보스턴 칼리지의 졸업생이다.
또한 한국인 가운데 가수 에릭 남, 한국타이어 조현범 사장이 보스턴 칼리지 대학 출신으로 알려져 있다.